# Kirsan
Kirsan – wieś w Syrii, w muhafazie Aleppo, w dystrykcie Manbidż. W 2004 roku liczyła 182 mieszkańców.